# Ironija sudbine
Ironija sudbine (ru. Ирония судьбы) je sovjetski film snimljen 1975.
Film se prikazuje za svaku novu godinu već 45 godina. Mnogi ga smatraju najpopularnijim sovjetskim filmom.
U decembru 2007. je u bioskopima prikazan nastavak filma, Ironija sudbine - nastavak.

## Radnja
Osnov zapleta je gotovo uniformnost arhitekture stambenih blokova širom SSSR-a za vreme Brežnjeva. Film započinje kratkim animiranim segmentom koji prikazuje zemlju ispunjenu istim bezličnim zgradama.
Grupa prijatelja po ustaljenom običaju odlazi 31. decembra u saunu, baš kao što rade pred svaku novu godinu. Tokom boravka u sauni Ženja ih obaveštava da je baš tog dana odlučio da se oženi, a prijatelji odlučuju da to proslave i ubrzo su svi pijani. Posle saune odlaze na aerodrom da isprate Pavlika u Lenjingrad, ali greškom stavljaju potpuno pijanog Ženju na let za Lenjingrad umesto Pavlika.
Ženja po sletanju nije primetio da više nije na Moskovskom aerodromu, uzima taksi, koji ga odvodi u Lenjingradsku ulicu koja se zove baš kao i njegova u Moskvi, u kojoj je ista zgrada, a čak i ključ otključava stan sa istim brojem.
Ženja leže u krevet, gde ga zatiče Nađa, kojoj upravo treba da stigne dečko za koga je ona namerna da se uda.
Za to vreme Žanjina verenica sedi u stanu u Moskvi potpuno sama čekajući ga.

## Muzika
Nakon čitanja scenarija, kompozitor Mikael Tariverdiev bio je zbunjen njegovom žanrovskom raznolikošću. Kao rezultat toga, definisao ga je za sebe kao božićnu priču, a za muzičku pratnju odabrao je osam romansi - o „ljubavi, sreći, ljubomori, ljubaznosti, želji da se razume” - koje u početku zvuče kao oštar kontrapunkt onome što se događa na ekranu, ali onda su se „makaze između zvuka i slike spojile”.
Album muzike za Ironiju sudbine je delimično objavljen na ploči Michaela Tariverdieva 1976.godine, od izdavačke kuće Melodi. Ceo album je izdat u Rusiji 2009. godine od strane izdavača Bomba Music., a 2016. godine u Velikoj Britaniji.
Muški vokal uglavnom izvodi Sergej Nikitin, a ženski Ala Pugačova.

## Kulturne napomene važne za shvatanje filma
Film prilično verno oslikava realnost života u sovjetskim mikrodistriktima (pandan novobeogradskim blokovima) u kojima je uobičajeno živelo od 8 do 12.000 stanovnika. Mikrodistrikti su rađeni po relativno malom broju šema i planova te u većini sovjetskih gradova postoje potpuno isti mikordistrikti. 1981 godine, na kongresu KPSU, Leonid Brežnjev je u svom izvještaju spomenuo film: "Nema potrebe da objašnjavate koliko je važno da sve što nas okružuje nosi pečat lepote, dobrog ukusa. Olimpijski objekti i neke stambene četvrti Moskve, oživljeni dragulji prošlosti i novi arhitektonski ansambli Lenjingrada, novogradnje Alma Ata, Vilnius, Navoi, drugi gradovi-to je naš ponos. Ipak, urbanističkom planiranju uopšte je potrebna veća umetnička izražajnost i raznolikost. Da ne bi uspelo, kao u priči sa junakom filma koji, nakon što je ironično ušao u drugi grad, tamo nije uspeo da razlikuje ni kuću ni stan od svog."

## Kritika
Naučnik i publicista s. Kara-Murza u svojoj knjizi "Problemi u Ruskom domu" objavio je kritički članak u kojem je Rjazanov zamerio "antisovjetskosti" njegovih junaka, kao i formiranju i kultivaciji slika "unutrašnjih emigranata". Po njegovom mišljenju, likovi u filmu "Ironija sudbine" su "tipični intelektualci tih godina sa bliskim društvenim osobinama", koji, međutim, u tridesetim godinama nemaju porodicu i decu, ali postoje energične majke koje brinu o udobnosti i materijalnom blagostanju. Skromni znaci" izmišljenog elitizma, aristokratije "junaka filma su uhvaćeni i internalizovani od strane veoma značajnog dela inteligencije, na kraju"sa oduševljenjem prihvatajući perestrojku i aplaudirajući Saharovu".
U decembru 2018. godine mitropolit Rjazanski Marko kritikovao je tradiciju godišnjeg prikazivanja ovog filma na televiziji 31. decembra. Po njegovom mišljenju, ideja filma - "Da bi se čudo dogodilo, nije potreban rad, možete se samo sresti, sedeti, napiti se" — podriva temelje hrišćanstva kao neumornog rada nad sobom, a pronalazak nove ljubavi od strane junaka izgrađen je na izdaji.

## Spoljašnje veze
- Irony of Fate на веб-сајту  (језик: енглески)
- Scene iz filma
- Scene iz filma i Scene iz filma

1. ↑  Ирония судьбы или С лёгким паром! BoMB033-907 LP на веб-сајту  (језик: енглески)
2. ↑  Музыка из кинофильмов «Ольга Сергеевна», «Ирония судьбы» (мастер) на веб-сајту  (језик: енглески)
3. ↑  Ирония судьбы или С лёгким паром! на веб-сајту  (језик: енглески)
4. ↑  Tariverdiev – The Irony Of Fate (Original Score) на веб-сајту  (језик: енглески)
5. ↑  26-й съезд КПСС (23 февраля — 3 марта 1981 года): Стенографический отчёт. Т. 1. — М.: Политиздат, 1981. — С. 81. Na ruskom
6. ↑  Кара-Мурза С. Г., Телегин С. А. Неполадки в русском доме Шаблон:Web archive. — М.: Алгоритм. — Серия «Горячая линия». — 443 с. — 3000 экз. —  5-699-09616-7. Na ruskom
7. ↑  „Митрополит Рязанский раскритиковал фильм «Ирония судьбы»”. Архивирано из оригинала 2021-12-23. г. Приступљено 2021-12-23. Na ruskom